# Dicranomyia (Dicranomyia) subandicola
Dicranomyia (Dicranomyia) subandicola is een tweevleugelige uit de familie steltmuggen (Limoniidae). De soort komt voor in het Neotropisch gebied.